# Juan Honores
Juan Honores (Ascope, La Libertad, 4 de marzo de 1915-Lima, 9 de junio de 1990) fue un futbolista y director técnico peruano. Se desempeñó en la posición de guardameta.
Con Universitario de Deportes, ganó el título de liga en 1939 y convirtiéndose en baluarte de aquel equipo a pesar de su juventud. Sus descollantes actuaciones le valieron para ser fichado en 1941 por el Newell's Old Boys, de la primera división de Argentina, club en el que se erigió como figura y con el que disputó ochenta y nueve partidos convirtiéndose en el arquero extranjero con más encuentros disputados por aquel equipo hasta entonces. Luego jugó por Platense antes de regresar a Perú e incorporarse al Centro Iqueño. 
Con la selección de fútbol del Perú, jugó 2 ediciones de la Copa América: las de 1937 y 1939, en esta última edición alcanzando gran mérito cuando el director técnico inglés Jack Greenwell lo alineó como titular dejando en el banco a Juan Valdivieso. Fue votado por ese entonces como el mejor arquero de la competición además de salir campeón.

## Trayectoria
Honores inició su carrera como futbolista en el club Alfonso Ugarte de Chiclín, perteneciente al departamento de La Libertad. 
Posteriormente fue contratado por Universitario de Deportes, donde compartió camerino con Lolo Fernández, logrando el título del Campeonato Peruano de Fútbol de 1939, tercer título crema hasta entonces, y eso le bastó para ser convocado a la selección del Perú.
En 1941 pasó a formar parte de Newell's Old Boys, de Argentina. En aquella época el fútbol peruano era amateur. Su primera experiencia internacional fue en el cuadro rojinegro. Honores tuvo grandes actuaciones en dicho club ganándose el respeto y cariño de la hinchada y sus compañeros. En 1943 tuvo un entredicho con el presidente del club, terminando su vínculo contractual con la institución rosarina. En el año 1944, fue fichado por el Club Atlético Platense. En el cuadro marrón, tuvo una destacada pero regular actuación hasta 1945, año en que se desvinculó del club.
En Argentina disputó un total de ochenta y nueve partidos. En 1946 regresó al Perú  para fichar por el Centro Iqueño, donde se retiró en 1949.

## Director técnico
Fue director técnico del Sporting Cristal a fines de 1960 consiguiendo el campeonato nacional al siguiente año, clasificándolo para la Copa de Campeones de América 1962. Dirigió al cuadro rimense hasta mediados del 1962 luego de la famosa gira de los tres continentes. Volvió en 1976 y solo dirigió dos partidos del torneo.
Luego dirigió al Deportivo Municipal, Defensor Lima, Atlético Grau y posteriormente en la Copa Perú al Carlos A. Mannucci logrando con este equipo el título en 1968. 
También dirigió al Sport Boys en 1970, al José Gálvez en 1971 ascendiendo a primera, Juan Aurich, Atlético Torino y Deportivo Junín en 1977.
También trabajó como periodista deportivo en el diario El Comercio. Sus restos mortales descansan en el Cementerio El Ángel.

## Selección peruana
Fue internacional con la selección de fútbol del Perú en diecinueve ocasiones. Debutó el 16 de enero de 1937, en un encuentro ante la selección de Argentina que finalizó con marcador de 1-0 a favor de los argentinos. Su último encuentro con la selección lo disputó el 7 de febrero de 1942 en el empate 0-0 ante Chile.

### Participaciones en el Campeonato Sudamericano
| Campeonato                   | Sede      | Resultado    |
| ---------------------------- | --------- | ------------ |
| Campeonato Sudamericano 1937 | Argentina | Sexto lugar  |
| Campeonato Sudamericano 1939 | Perú      | Campeón      |
| Campeonato Sudamericano 1941 | Chile     | Cuarto lugar |
| Campeonato Sudamericano 1942 | Uruguay   | Quinto lugar |

## Clubes

### Como futbolista
| Club                      | País      | Año       |
| ------------------------- | --------- | --------- |
| Alfonso Ugarte de Chiclín | Perú      | 1933-1934 |
| Universitario de Deportes | Perú      | 1935-1940 |
| Newell's Old Boys         | Argentina | 1941-1943 |
| Platense                  | Argentina | 1944-1945 |
| Centro Iqueño             | Perú      | 1946-1949 |

### Como entrenador
| Club                | País | Año       |
| ------------------- | ---- | --------- |
| Sporting Cristal    | Perú | 1960-1962 |
| Deportivo Municipal | Perú | 1964      |
| Defensor Lima       | Perú | 1965-1966 |
| Atlético Grau       | Perú | 1967      |
| Carlos A. Mannucci  | Perú | 1968      |
| Atlético Grau       | Perú | 1969      |
| Sport Boys          | Perú | 1970      |
| José Gálvez         | Perú | 1971      |
| Juan Aurich         | Perú | 1972      |
| Atlético Torino     | Perú | 1973      |
| Sporting Cristal    | Perú | 1976      |
| Deportivo Junín     | Perú | 1977      |

## Palmarés

### Como futbolista

#### Campeonatos nacionales
| Título                       | Club                      | País | Año  |
| ---------------------------- | ------------------------- | ---- | ---- |
| Campeonato Peruano de Fútbol | Universitario de Deportes | Perú | 1939 |
| Campeonato Peruano de Fútbol | Centro Iqueño             | Perú | 1948 |

#### Copas internacionales
| Título                  | Club               | País | Año  |
| ----------------------- | ------------------ | ---- | ---- |
| Campeonato Sudamericano | Selección del Perú | Perú | 1939 |

### Como entrenador

#### Campeonatos nacionales
| Título                    | Club               | País | Año  |
| ------------------------- | ------------------ | ---- | ---- |
| Primera división del Perú | Sporting Cristal   | Perú | 1961 |
| Copa Perú                 | Carlos A. Mannucci | Perú | 1968 |